# Élelmiszer-tartósítás

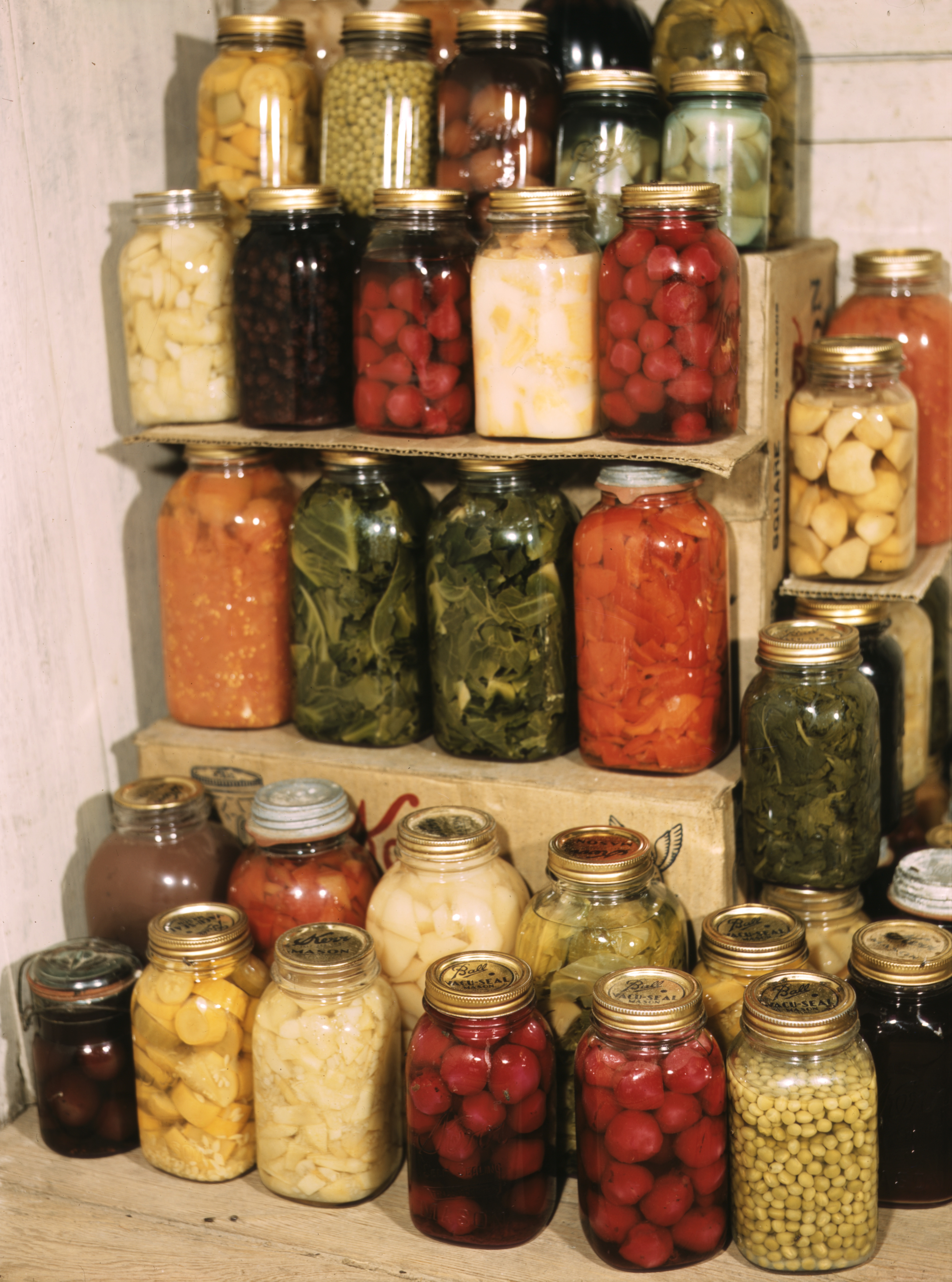
Tartósított ételek

Az élelmiszer-tartósítás célja a minőségmegőrzés. A mikroorganizmusok (penészek, gombák) elszaporodásához megfelelő hőmérséklet és víz szükséges. A károsítást a mikroorganizmusok salakanyaga végzi (toxin).
A só és a cukor megköti a vizet, ezzel tartósít.
A víz kivonásával is lehet tartósítani: kávé – nescafé, tej – tejpor, tejsűrítmény, gabona – gabonapehely.
Az érett hús savas kémhatású, a romlott hús nyálkás, lúgos, színe szivárványos. A romlás jele lehet színváltozás vagy erős, kellemetlen szag.

## Alkalmazott módszerek

### Fizikai tartósítás

#### Szárítás, aszalás
A fizikai tartósítás lényege, hogy az adott élelmiszert tartósítószer nélkül tároljuk.
A szárítás csak árnyas, szellős helyen történhet. A napfény árt a növényeknek, mivel úgy a színt, mint a beltartalmat károsan befolyásolja.
Majdnem mindegyik hazai gyümölcsünk és gombánk tartósítható aszalással, a szakszerűen aszalt gyümölcsök megőrzik az eredeti gyümölcs szinte valamennyi értékét. Természetes módon, tehát nem a tűző napon, hanem a száraz légáramban aszalt gyümölcsöket szabad csak elfogyasztani. A magas hőmérsékletű aszalás sajnos az eredeti enzim- és vitamintartalmat tönkreteszi, az értékes gyümölcsöt pusztán élvezeti cikké változtatja.

#### Hűtés, fagyasztás
Hűtésről beszélünk, ha az adott élelmiszert 0 és 8 °C között tároljuk. Ez nem akadályozza meg, csak lelassítja a romlási folyamatot, tehát nem öli meg a mikrobákat csak megakadályozza azoknak szaporodását.
Fagyasztásról pedig akkor ha fagypont alatt, meghatározott hőmérsékleten történik a tárolás, aminek következtében a folyékony halmazállapotú anyag megszilárdul (megfagy). Célja lehet tartósítás vagy az étel jellegzetes formájának és hőmérsékletének biztosítása (pl. fagylaltok, parfék). A fagyasztás hőmérsékletét a fagyasztás jellege határozza meg.

#### Hőkezelés
Lényege, hogy magas hőmérsékleten a mikroorganizmusok fehérjéi denaturálódnak.

#### Gyorsfagyasztás (mélyhűtés)
Gyorsfagyasztáskor nem semmisítjük meg a mikróbákat, csak káros tevékenységüket állítjuk le. Újrafagyasztáskor (defrostálás)  már elszaporodnak az apró élőlények, így az étel már romlásnak indul.
A gyorsfagyasztás lényege, hogy a nyersanyagban lévő víz a lehető legrövidebb idő alatt mikrokristályosan fagyjon meg. Így a termék hőmérsékletének a lehető leghamarabb el kell érnie a -20 °C-ot.

#### Fagyasztva szárítás (liofilezés)
A tartósítandó anyag fagyasztása után vonjuk el a vizet vákuum segítségével, miközben a rendszerrel hőt közlünk, mert a vízmolekulák eltávolításával tovább hül a rendszer, ami egyre nehezebbé tenné az újabb vízmolekulák távozását. A módszer drága, viszont megőrzi az íz- és illatanyagok többségét.

### Kémiai tartósítás
- Sózás
- Pácolás
- Füstölés

A fentiek segítségével tartósítjuk például a szalonnát is.
- zsírral, olajjal (oxigén elzárás)- pl.: hús, paprika
- alkohollal és cukorral – gyümölcsök
- étkezési savakkal (ecetsav) – zöldségek

### Biológiai tartósítás
Lehet tejsavas, ecetsavas vagy alkoholos tartósítású. Így készül a kovászos uborka és a savanyú káposzta is.